# Pigeonnier de Jourdanis
Le pigeonnier de Jourdanis est un édifice situé dans la ville d'Auch, dans l'Occitanie dans le Gers.

## Histoire
Les façades et les toitures sont inscrites au titre des monuments historiques par arrêté du 5 décembre 1973.
Le pigeonnier fut construit en 1774, durant le 3e quart du XVIIIe siècle.

## Description
Il dispose d'un plan assez rare avec une forme en octogone régulier. Une porte permet d'accéder au rez-de-chaussée, celui-ci n'ayant pas d'ouvertures. Un escalier en bois figure à droite en entrant, donnant sur l'entrée à l'étage qui se fait par une trappe.
Le plancher à l'étage était carrelé, les lucarnes sont décorées de boules. L'ensemble est cerné d'une gênoise double à rangées opposées, un épi de faîtage orne la toiture.